# AZ Alkmaar (piłka nożna kobiet)
AZ Alkmaar – holenderski klub piłki nożnej kobiet, mający siedzibę w mieście Alkmaar, w północno-zachodniej części kraju, występujący w latach 2007–2011 i od sezonu 2023/24 w rozgrywkach Vrouwen Eredivisie.

## Historia
Chronologia nazw:
- 2007: AZ Alkmaar
- 2011: klub rozwiązano
- 2023: AZ Alkmaar

Kobieca drużyna piłkarska AZ Alkmaar została założona w Alkmaarze w 2007 roku jako kobieca sekcja klubu AZ Alkmaar i była jedną z pierwszych profesjonalnych holenderskich klubów piłkarskich.
Klub uczestniczył w rozgrywkach kobiecej Eredivisie od powstania ligi (sezon 2007/2008) w czterech sezonach, trzy razy zdobywając tytuł mistrzowski oraz raz zdobywając puchar. W 2011 klub został rozwiązany z powodów finansowych, a jego miejsce zajął SC Telstar VVNH.
W styczniu 2022 roku AZ ogłosiło, że rozważa ponowne uruchomienie sekcji kobiecej. Dwa miesiące później AZ ujawniło, że zamierza wspierać finansowo i ściśle współpracować z VV Alkmaar. Po tym, jak AZ i VV Alkmaar zacieśniły współpracę w 2022 roku, AZ zajęło miejsce VV Alkmaar w Eredivisie od sezonu 2023/2024.

## Barwy klubowe, strój, herb, hymn
|  |  |

Klub ma barwy czerwono-białe. Piłkarki domowe spotkania zazwyczaj grają w czerwonych koszulkach z białymi rękawami, białych spodenkach oraz białych getrach.

## Sukcesy

### Trofea międzynarodowe
| \| \| Zdobyte trofea w rozgrywkach międzynarodowych (stan na: 31-05-2023) \| |                                                                     |      |                  |
| Rozgrywki                                                                    | Osiągnięcie                                                         | Razy | Sezon(y)         |
| Liga Mistrzyń UEFA                                                           | zdobywca                                                            | 0    |                  |
| Liga Mistrzyń UEFA                                                           | finalista                                                           | 0    |                  |
| Liga Mistrzyń UEFA                                                           | 1/16 finału                                                         | 3    | 2018/19, 2023/24 |
| FIFA                                                                         | Zdobyte trofea w rozgrywkach międzynarodowych (stan na: 31-05-2023) |      |                  |

### Trofea krajowe
| \| \| Zdobyte trofea w rozgrywkach Holandii (stan na: 31-05-2023) \| |                                                             |      |                           |
| Rozgrywki                                                            | Osiągnięcie                                                 | Razy | Sezon(y)                  |
| Mistrzostwo                                                          | I miejsce                                                   | 3    | 2007/08, 2008/09, 2009/10 |
| Mistrzostwo                                                          | II miejsce                                                  | 0    |                           |
| Mistrzostwo                                                          | III miejsce                                                 | 1    | 2010/11                   |
| Puchar                                                               | zdobywca                                                    | 1    | 2010/11                   |
| Puchar                                                               | finalista                                                   | 0    |                           |
| II liga                                                              | I miejsce                                                   | 0    |                           |
| II liga                                                              | II miejsce                                                  | 0    |                           |
| II liga                                                              | III miejsce                                                 | 0    |                           |
| Holandia                                                             | Zdobyte trofea w rozgrywkach Holandii (stan na: 31-05-2023) |      |                           |

## Poszczególne sezony

### Rozgrywki międzynarodowe

#### Europejskie puchary
Klub 3 razy uczestniczył w rozgrywkach europejskich (2008/09, 2009/10, 2010/11).

### Rozgrywki krajowe
| \| Holandia \| Bilans występów klubu w rozgrywkach piłkarskich Holandii (Stan na 31 maja 2023 r.) \| \| |                                                                                    |        |       |   |   |   |    |    |     |                    |        |        |      |
| Poziom                                                                                                  | Rozgrywki                                                                          | Sezony | Mecze | Z | R | P | B+ | B– | Pkt | Lata               | Awanse | Spadki | Naj. |
| I | Hoofdklasse / Eredivisie                                                           | 4      |       |   |   |   |    |    |     | 2007–2011, od 2023 | 0      | 0      | 1    |
| II | Hoofdklasse / Topklasse                                                            | 0      |       |   |   |   |    |    |     |                    |        |        |      |
| III | Hoofdklasse                                                                        | 0      |       |   |   |   |    |    |     |                    |        |        |      |
| | Puchar Holandii                                                                    | 4      |       |   |   |   |    |    |     | 2007–2011, od 2023 | 0      | 0      | 1    |
| Holandia                                                                                                | Bilans występów klubu w rozgrywkach piłkarskich Holandii (Stan na 31 maja 2023 r.) |        |       |   |   |   |    |    |     |                    |        |        |      |

## Piłkarki, trenerzy, prezydenci i właściciele klubu

### Trenerzy
- 2007–2011:  Ed Engelkes

...
- od 07.2023:  Mark de Vries

## Struktura klubu

### Stadion
Drużyna rozgrywa swoje mecze domowe (ligowe i pucharowe) w Alkmaarze na boisku AFAS Stadion, który może pomieścić 17.250 widzów, a w latach 2007–2011 na stadionie Telstar w Velsen, który może pomieścić 3.250 widzów.

## Kibice i rywalizacja z innymi klubami

### Derby
- AFC Ajax
- VVK/Telstar